# Wybory parlamentarne w Dżibuti w 1982 roku
Wybory parlamentarne w Dżibuti odbyły się 21 maja 1982 roku. Były to pierwsze wybory do Zgromadzenia Narodowego od uzyskania przez Dżibuti niepodległości w 1977 roku. Zwyciężyła w nich jedyna legalna partia Ludowy Ruch na rzecz Postępu, która zdobyła wszystkie 65 mandatów. Frekwencja wyborcza wyniosła 92,4%.

## Wyniki
|  | Partia                             | Głosy  | Procent | Mandaty |
|  | ---------------------------------- | ------ | ------- | ------- |
|  | Ludowy Ruch na rzecz Postępu (RPP) | 77 984 | 100%    | 65      |
|  | Głosy nieważne                     | 1 343  |         |         |
|  | Razem (frekwencja 92,4%)           | 79 327 | 100%    | 65      |